# Marquesat d'Ahumada
El marquesat d'Ahumada és un títol nobiliari espanyol creat el 7 d'abril de 1764, pel rei Carles III a favor de Catalina Vera y Leiva.

## Marquesos d'Ahumada
|                        | Titular                           | Període                |
| Creació per Carles III | Creació per Carles III            | Creació per Carles III |
| ---------------------- | --------------------------------- | ---------------------- |
| I                      | Catalina de Vera y Leiva          | 1764-                  |
| II                     | Pedro de Ahumada y Vera           |                        |
| III                    | Francisco Javier Girón y Ezpeleta | 1849-1899              |
| IV                     | Agustín Girón y Aragón            | 1910-1922              |
| V                      | Francisco Javier Girón y Méndez   | 1922-1924              |
| VI                     | Ana María Girón y Canthal         | 1925-1966              |
| VII                    | Diego Chico de Guzmán y Girón     | 1966-actual titular    |

## Història dels marquesos d'Ahumada
- Catalina de Vera y Leiva, I marquesa d'Ahumada.

1. Casada amb Francisco Pablo de Ahumada y Villalón, I marquès de las Amarillas. La succeí el seu fill:

- Pedro de Ahumada y Vera, II marquès d'Ahumada. El succeí per rehabilitació en 1849:

- Francisco Javier Girón y Aragón (1838-1899), III marquès d'Ahumada. El succeí en 1901 el seu germà:

- Agustín Girón y Aragón (1843-1925)), IV marqués d'Ahumada, IV duc d'Ahumada, VII marqués de las Amarillas.

1. Casat amb María Dolores Arnero y Peñalver, Dama de la Reina Victòria Eugènia d'Espanya. Sense descendents. El succeí en 1922 el fill del seu germà Luis María Girón y Aragón que s'havia casat amb Ana María Méndez Bryan, per tant el seu nebot:

- Francisco Javier Girón y Méndez (1877-1924), V marquès d'Ahumada.

1. Casó con Emilia Canthal y Girón. El succeí en 1925 la seva filla:

- Ana María Girón y Canthal, (1917-1972), VI marquesa d'Ahumada, V duquessa d'Ahumada, VIII marquesa de las Amarillas.

1. Casada amb Diego Chico de Guzmán y Mencos, V comte de la Real Piedad. La succeí en 1966 el seu fill:

- Diego Chico de Guzmán y Girón (n. en 1947), VII marquès d'Ahumada.